# 阿布德拉里·艾尔·哈吉
阿布德拉里·艾尔·哈吉（Abdeljalil El Hajji，1969年6月28日—），是已退役的摩洛哥职业足球运动员，能够胜任中后场多个防守位置，曾经长期在中国联赛效力，在甲A联赛时期各种优秀外援评选中经常榜上有名。